# San Joaquin River Viaduct
Le San Joaquin River Viaduct est un pont ferroviaire américain franchissant le San Joaquin à la limite du comté de Fresno et du comté de Madera, en Californie. Long d'environ 1 430 mètres, il portera à terme le California High-Speed Rail.